# Bazyli Konstanty Ilinicz
Bazyli Konstanty Ilinicz herbu Korczak – podsędek mścisławski w latach 1692-1697, podstarości mścisławski w latach 1690-1692, horodniczy mścisławski w latach 1670-1692.
Był elektorem Jana III Sobieskiego z województwa mścisławskiego w 1674 roku.